# Кросневиці (гміна)
Гміна Кросневіце (пол. Gmina Krośniewice) — місько-сільська гміна у центральній Польщі. Належить до Кутновського повіту Лодзинського воєводства.
Станом на 31 грудня 2011 у гміні проживало 8886 осіб.

## Площа
Згідно з даними за 2007 рік площа гміни становила 94.65 км², у тому числі:
- орні землі: 89.00%
- ліси: 3.00%

Таким чином, площа гміни становить 10.68% площі повіту.

## Населення
Станом на 31 грудня 2011:
| Опис     | Загалом | Загалом | Чоловіки | Чоловіки | Жінки | Жінки |
| -------- | ------- | ------- | -------- | -------- | ----- | ----- |
| одиниця  | осіб    | %       | осіб     | %        | осіб  | %     |
| все      | 8886    | 100     | 4322     | 48.64    | 4564  | 51.36 |
| міське   | 4610    | 100     | 2184     | 47.38    | 2426  | 52.62 |
| сільське | 4276    | 100     | 2138     | 50.00    | 2138  | 50.00 |

## Сусідні гміни
Гміна Кросневіце межує з такими гмінами: Дашина, Домбровіце, Кутно, Нові Острови, Ходув.